# مجد الصباح (فلم 2010)
مجد الصباح هو فيلم كوميدي أمريكي صدر سنة 2010 من إخراج روجر ميشيل و كتابةألين بروش ماكينا و إنتاج جاي جاي أبرامز و بريان بيرك., الفيلم من بطولة رايتشل مكأدامز و هاريسون فورد و ديان كيتون  مع ظهور باتريك ويلسون و جون بانكو ‏ و جيف غولدبلوم كممثلين داعمين. و تدور أحداث الفيلم حول شابة مخلصة تعمل كمنتجة برامج صباحية تدعى بيكي فولر , و التي يتم تعينها كمنتجة لبرنامج داي بريك الذي يعرض كان يعرض في محطة بارزة على نيوورك و لكنه فشل حالياً , فولر حريصة على بقاء البرنامج لذالك تقوم بتعين مراسل أخبار سابق و مذيع , و الذي يوافق بدوره على العرض بدون أن يتعامل مع الأخبار الحقيقة .

## الممثلين
- رايتشل مكأدامز بدور بيكي فولر , المنتجة الجديدة لبرنامج داي بريك و التي تسعى جاهدة لرفع نسبة مشاهدة البرنامج .
- هاريسون فورد بدور مايك بوميوري، مذيع و مراسل أخبار جدي و الذي عمل في التلفاز أكثر من 40 سنة، وهو غير سعيد بكونه يقدم برنامج لا يطرح أخباراً حقيقة.
- ديان كيتون بدور كولين بايك، المذيعة لبرنامج داي بريك لمدة 11 سنة، خلال فترة عملها مر عليها الكثير من المقدمين و المنتجين المنفذين.
- باتريك ويلسون بدور أدم بينايت، منتج أخر في قناة IBS و الذي يقوم بمواعدة بيكي.
- جيف غولدبلوم بدور جيري بارنز ، وهو المسؤول التنفيذي للشبكة.
- تاي باريل بدور دور بول ماكفي ، المذيع المشارك للبرنامج في بداية الفيلم. بيكي تطرده على الفور بسبب تأثيره السلبي على معنويات الموظفين.

## الإنتاج

### الموسيقى
أغنية الفيلم هي  «ستاريب مي» و غنتها ناتاشا بدنجفيلد. 

## وصلات خارجية
- الموقع الرسمي
- مقالات تستعمل روابط فنية بلا صلة مع ويكي بيانات

 at Metacritic